# Ruanda – The Day God Walked Away
Ruanda – The Day God Walked Away (Originaltitel: Le jour où Dieu est parti en voyage) ist ein französisch-belgisches Filmdrama von 2009. Er thematisiert ein Frauenschicksal bei dem Völkermord in Ruanda.

## Handlung
Jacqueline ist Hausangestellte bei einer belgischen Familie in Ruanda und gehört selbst der Minderheit der Tutsi an. Da die Familie von der UNO evakuiert wird, bleibt ihr nur der Dachboden als Versteck. Das komplette Haus wird geplündert, während draußen Gewalttaten gegen Tutsi hörbar sind. Jacqueline bleibt unentdeckt und kann in einem unachtsamen Moment fliehen. In ihrem eigenen Haus angekommen, findet sie ihre beiden Kinder ermordet vor. Sie wird aus ihrem Haus in den Dschungel vertrieben.
Am Flussufer findet sie einen verwundeten Mann vor. Sie reinigt seine Wunden und gibt ihm Wasser, später können beide einfaches Essen zubereiten. Da Jacqueline gesehen wird, kommt ein Trupp Männer in den Wald. Sie rettet sich in einen Tümpel, doch ein junger Mann wartet am Ufer und droht ihr Gewalt an, dieser wird bei seinem Abgang von dem ehemals verwundeten Mann getötet. Jacqueline kann aus dem Tümpel gezogen werden. Mit der Machete will der verwundete Mann nun eine Unterkunft bauen. Traumatisiert nimmt sich Jacqueline die Machete und zerstört das Provisorium des Mannes, danach läuft sie ins Dorf, wo sie zusammenbricht.

## Kritiken
„Nein, Ruanda - The Day God Walked Away ist bei weitem kein unglaublich herausragender Film, doch bietet er gleichzeitig einige Interessante Ansätze, und auch Szenen die man nicht vergessen wird.“

„Effektvolles, von humanitären Gedanken getragenes Kriegsdrama, das das Leid eines Volks aus der Sicht seiner Protagonistin erzählt, ohne die Gesamttragik aus den Augen zu verlieren. Formal auf hohem Niveau, gelingt die Mischung aus Spannung und Kontemplation.“